# Аз съм с теб
„Аз съм с теб“ е сингъл на българската певица Ивана от осмия ѝ студиен албум „Блясък в очите“, издаден през 2008 година.
През 2009 г. баладата „Аз съм с теб“, получава три номинации на годишните музикални награди на Планета ТВ – за „най-добър видеоклип“, артистично присъствие на изпълнител във видеоклип и за песен на годината.